# イヴァノ・バリッチ
イヴァノ・バリッチ（Ivano Balić , 1979年4月1日 - ）は、クロアチア（旧・ユーゴスラビア社会主義連邦共和国）・スプリト＝ダルマチア郡スプリト出身の男子ハンドボール選手。
世界でも最高の選手の一人と考えられており、国際的な大会において6度の最優秀選手に選ばれている。

## 経歴
最初は地元のバスケットボールクラブのKKスプリトでバスケットボールをやっていたが、その後RKスリプトでハンドボールを始める。その後はクロアチア代表に選ばれ、2003年の世界男子ハンドボール選手権ではポルトガルを破り優勝を果たす。
2006年のスイスで開かれたヨーロッパ男子ハンドボール選手権ではMVPを獲得し、2007年のドイツでのヨーロッパ男子ハンドボール選手権ではチームは5位だったにもかかわらずバリッチはMVPを獲得した。
2008年のヨーロッパ男子ハンドボール選手権ではトップとなる44得点の活躍で、決勝こそデンマークに敗れたもののチームに準優勝に導き、大会のベストセブンにも選ばれる。
2008年の北京オリンピックでは開会式でクロアチア選手団の先頭に立ち、旗手を務めた。
2003年と2006年にはIHF年間最優秀選手に選ばれており、2003年はクロアチア国内でも最優秀選手に選ばれている。
2014/2015シーズンを終了後に引退。その後クロアチアハンドボール協会でコーディネーターを務めている。